# São Salvador de Nogal de las Huertas

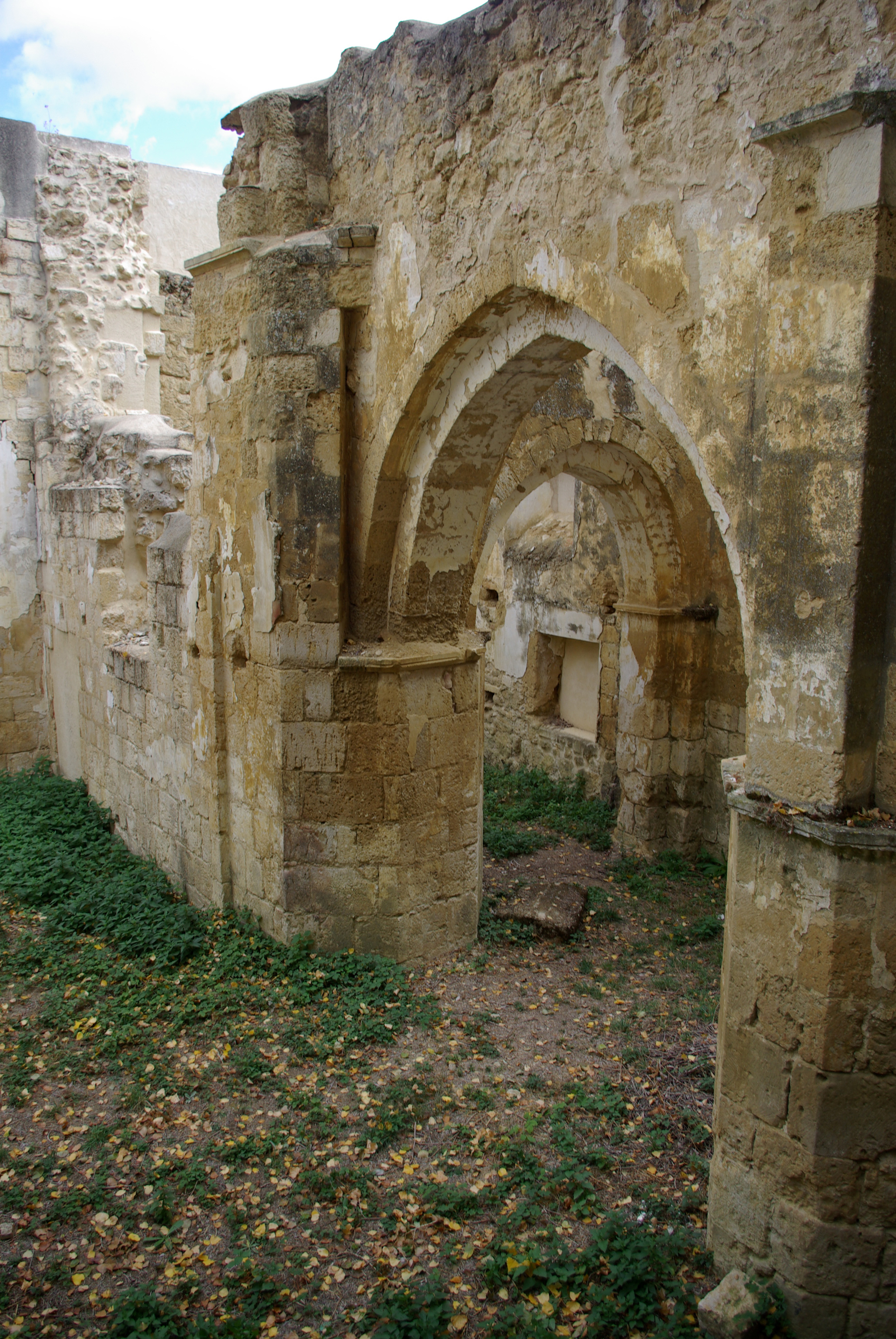
Ruínas de São Salvador em 2012

São Salvador de Nogal de las Huertas é um mosteiro na Espanha. A arquitectura é significativa como o mais antigo exemplo remanescente do " estilo palentino", a arquitectura românica da província de Palência .
Foi fundado em 1063 pela condessa Elvira Sánchez e originalmente construído com uma nave central e uma abside quadrada. Em meados do século XII, Rodrigo, filho mais novo do conde Pedro González de Lara e sua esposa Eva, tornou-se seu prior, uma mudança sem precedentes para um membro do sexo masculino de uma família aristocrática em Castela . No século XIII foram acrescentadas duas naves laterais ( corredores ) com arcos pontiagudos típicos do estilo gótico .